# You Know It Makes Sense
You Know It Makes Sense è un brano di Ringo Starr, pubblicato sull'album doppio The Live-In World Anti-Heroin Album, pubblicato il 24 novembre 1986. Composta e prodotta da Charles Foskett e da Raymond Lamb, è la prima canzone prodotta dal batterista da tre anni, assieme ad un altro pezzo dello stesso album, Naughty Atom Bomb. Il testo della canzone è contro l'eroina, ed accenna ai Blue Meanies del film Yellow Submarine, così come anche alla title track di quest'ultimo. Inoltre, la traccia era già stata pubblicata il 27 ottobre dello stesso anno su un singolo a 12". Il pezzo è stato incluso, come brano conclusivo, nel bootleg canadese Rizz Off!. Ringo Starr era stato dipendente delle droghe e dell'alcol nella seconda metà degli anni settanta, specie dopo il divorzio dalla prima moglie, Maureen Cox, e lo era ancora del secondo, ma, nel 1988, si curò, assieme alla seconda moglie, Barbara Bach, in una clinica di Tucson.

## Formazione
- Ringo Starr: voce parlata
- Charles Foskett: sintetizzatore con il suono dei legni
- Raymond Lamb: sintetizzatore con il suono dei legni[1]